# اگنام-گلی
اگنام-گلی (به لاتین: Agnam-Goly) یک منطقهٔ مسکونی در سنگال است که در Matam Region واقع شده‌است.

## خصوصیات
اگنام-گلی ۷۰ کیلومترمربع مساحت و ۵٬۳۲۵ نفر جمعیت دارد.